# Xylotoles pulchellus
Xylotoles pulchellus är en skalbaggsart som beskrevs av Bates 1874. Xylotoles pulchellus ingår i släktet Xylotoles och familjen långhorningar. Inga underarter finns listade i Catalogue of Life.